# Вільні володіння Фарнхема
Вільні володіння Фарнхема (англ. Farnham's Freehold) — науково-фантастичний роман Роберта Гайнлайна. Опублікований журналом «Worlds of If» з липня по вересень 1964 року а потім вийшов окремим виданням.
Роман був створений восени 1962, під час Карибської кризи. Твір обсягом близько п'ятисот сторінок машинописного тексту був написаний всього лише за 25 днів. Як і головний герой, сам Гайнлайн теж мав бомбосховище на випадок війни, коли жив в Колорадо-Спрінгз штат Колорадо.

## Сюжет
Х'ю Фарнхем разом з дружиною, слугою Джо, та своїми гостями: сином Дюком, дочкою Карен та її подругою Барбарою, грав в бридж у себе вдома, коли почалася ядерна війна. Всі вони сховалися в бомбосховище і пережили перші ядерні удари. У перерві між вибухами Х'ю і Барбара, поки інші спали, зайнялися коханням. Їх перервав потужний вибух, викликаний практично прямим попаданням ворожої боєголовки. Однак бомбосховище вціліло, більш того, коли вони змушені були покинути його через нестачу кисню, то виявили, що в результаті останнього удару їх разом зі сховищем перенесло в незнайомий субтропічний ліс, без будь-яких слідів ядерної війни і людської діяльності.
Група починає пристосовуватися до нового оточення, не маючи уявлення куди вони потрапили. Завдяки передбачливості Х'ю, вони мають все необхідне для виживання, так починається робінзонада тривалістю в кілька місяців. За цей час виявляється вагітність Барбари від Х'ю, Карен же вмирає під час пологів разом з дитиною.
Грейс, чия розумова здатність була підірвана всіма цими подіями, вимагає, щоб Барбара була вигнана з групи. Врешті Дюк вирішує піти разом з Грейс, щоб забезпечити її безпеку, але перш ніж вони покидають групу, великий літак з'являється в небі і їх захоплюють в полон високорозвинені місцеві мешканці. Від миттєвої страти їх рятує Джо, який починає розмову з лідером полонених французькою мовою.
Виявилося, що вони перемістилися на більш ніж два тисячоліття в майбутнє, і в цьому постапокаліптичному світі негроїдна раса є панівною, а нечисленні нащадки білих є рабами, які в більшості підлягають кастрації.
Фарнхема і його супутників перевозять в палац Понса, де їх навчають місцевої мови. Барбара народжує хлопчиків-близнюків. Джозеф, як чорношкірий, відмінно влаштувався в новому суспільстві.
Х'ю незабаром з жахом дізнається, що місцева еліта практикує канібалізм, поїдаючи вирощуваних на спеціальних фермах білих дітей. Він не хоче, щоб його сини були в кращому випадку рабами, тому зважується на втечу разом з Барбарою і дітьми до лісу, де частина білих переховується і веде вільне життя.
Втеча зривається, Х'ю вдається лише вбити Мемтока. Однак Понс не збирається важко карати Х'ю та Барбару, а пропонує їм взяти участь в експерименті по подорожі в часі, можливість якої лорд-протектор почав досліджувати після даного випадку. Вони погоджуються, а Грейс і кастрований Дюк вирішують залишитися, вони цілком задоволені своїм становищем.
Х'ю разом з Барбарою і синами успішно перемістилися в свій час, лише за кілька годин до ядерної атаки. Х'ю викидає прилад-годинник, що повинен був допомогти Понсу в його дослідженні, сподіваючись, що перешкодить тому повністю освоїти подорожі в часі.
Помітивши, що світ, в який вони потрапили, не повністю збігається з їх початкової реальністю, він вирішує, що це шанс змінити майбутнє для своїх нащадків, щоб їх не вирощували для забою на м'ясо. Нова сім'я Фарнхема переховується від вибухів у шахті подалі від епіцентру, після закінчення бомбардувань, епідемій і заворушень вони виходять на поверхню і засновують «Вільне володіння Фарнхема».

## Головні герої
- Х'юберт (Х'ю) Фарнхем — підприємець середнього віку, всерйоз готувався до початку Третьої світової війни, побудував бомбосховище під своїм будинком.
- Грейс Фарнхем — дружина Х'ю, що має проблеми з алкоголем.
- Дюк Фарнхем — дорослий син Хью, юрист, залежний від матері через яскраво виражений едіпів комплекс.
- Карен Фарнхем — дочка Хью, студентка, вагітна на початок роману.
- Барбара Уелс — розлучена 25-літня подруга Карен.
- Джозеф — чорношкірий слуга в будинку Фарнхемі.
- Понс — лорд-протектор земель, в яких опинилися головні герої.
- Мемток — головний керуючий палацу Понса, білий раб.

## Основні теми
У романі значне місце займає проблема сім'ї як основної одиниці суспільства, вона займає значне місце в пізній творчості Хайнлайна. Тема расизму в романі є неоднозначною, сам автор вважав твір злою сатирою на сучасний расизм. Слід враховувати, що роман писався ще до прийняття закону про громадянські права 1964 року і те, що сучасним читачам здається очевидним, зовсім по іншому сприймалося в 60-і роки, тому в цілому прогресивна позиція Хайнлайна сьогодні може виглядати застарілою.